# Kornyn
Kornyn (ucraniano: Ко́рнин; polaco: Kornin) es un municipio rural y pueblo de Ucrania, perteneciente al raión de Rivne de la óblast de Rivne.
En 2018, el municipio tenía una población de 7332 habitantes, de los cuales unos tres mil quinientos vivían en el propio pueblo y el resto repartidos en cuatro pedanías. El municipio se fundó en 2018 mediante la fusión de los hasta entonces consejos rurales de Kornyn (que incluía como pedanías a Zahoroshcha y Kolodenka) y Taikurý (que incluía como pedanía a Pórozove).
Se conoce la existencia del pueblo en documentos desde los siglos XV-XVI. Fue una pequeña localidad rural hasta el siglo XX, cuando se desarrolló como área periférica de la ciudad de Rivne.
El pueblo se ubica en la periferia oriental de Kvasýliv, separado de dicha área periférica de Rivne por el río Ustia.